# Hemdenstoffgeld
Als Hemdenstoffgeld (engl.: shirt money) wird umgangssprachlich eine regionale Sonderausgabe von Banknoten während des Zweiten Burenkriegs bezeichnet.
1902 belagerten die Buren die im nördlichen Teil der Kapkolonie befindliche Stadt Upington, weshalb in diesem Jahr von einer kleinen britischen Militäreinheit, den Upington Border Scouts in Ermanglung von offiziellen Papierbanknoten ein Ersatzgeld ausgegeben wurde. Es gab Banknoten in fünf Werten zu 2, 5 und 10 Shilling sowie 1 und 2 Pfund.
Das Geld bestand aus dem ungebleichten Textilmaterial von Kaliko- und Khakihemden, auf welchen mit Tinte der Nennwert mit Zusatzbemerkungen handschriftlich aufgebracht worden war. Außerdem war jeder Schein mit einer Stempelaufschrift Issued by Paymaster B. S. Upington sowie einem Dienstsiegel der Grenzbrigade versehen und trug die Unterschrift von Major J. Birkbeck, O.C.